# 潘羅斯過程
潘羅斯過程（英語：Penrose process），也稱為潘羅斯機制（Penrose mechanism），是羅傑·潘羅斯推理出的一個過程，可以從轉動的黑洞提取能量。因為轉動的能量在黑洞的位置，不在事件視界內，而是在克爾時空被稱為動圈的區域，在那裡粒子必然如同推進的火車頭一樣，隨著時空一起轉動，因此提取能量是可能的。在動圈內的所有物體都受到轉動時空的拖曳，在這個過程中，一團物質進入黑洞的動圈，而一旦進入動圈，他就會被拆成兩團。這兩團的動量經過重整，所以其中一塊會逃逸到無窮遠，而另一塊穿越事件視界掉落入黑洞。逃逸的物質碎片可能攜帶了比原來進入的質量更多的質能，而進入黑洞的碎片攜帶的是負質能。摘要的說，這個過程使黑洞的角動量減少，並且減少相對應於能量的轉換，因為失去的動量勢必將由能量提取。
這個過程遵循黑洞力學的規律。這些規律是如果過程被反覆的執行，其結果是黑洞最終會失去它所有的角動量，成為非旋轉的史瓦西黑洞。季米特里奥斯·赫里斯托祖卢計算出經由潘羅斯過程可以提取的能量上限。

潘羅斯過程中物體的軌跡。

## 動圈的細節
動圈的外表面被描述為動圈表面，並且在表面的光可以逆向旋轉（相對於黑洞的旋轉），對一個外部的觀測者保持在一個固定的角座標。因為大質量粒子的運動速度一定低於光速，大質量粒子相對於固定的觀測者就必須在"無限"的旋轉。說明這種現象的一種方法是在一個平坦的麻布平面上旋轉一個叉子，當叉子旋轉時，麻布的平面隨之皺褶。也就是說，最內層的旋轉會向外傳播，造成更廣泛區域的變形。動圈的內界限是事件視界，事件視界是空間的邊界，超越過去的光線就無法逃逸了。
在動圈內，時間和角座標交換意味著（時間是角座標，角座標是時間）因為時間型只有單一的方向（記得粒子必須與黑洞有相同單一的旋轉方向）。因為這不可思議和不尋常的座標互換，在無限遠處的觀測者測量到的粒子能量會有正的能量和負的能量。
如果Ａ粒子進入克爾黑洞的動圈，然後分裂成Ｂ粒子和Ｃ粒子，則結果（假設能量守恆依然有效，並且粒子中的一個可以有負能量）是Ｂ粒子可以可以從動圈逃逸出來並且獲得比Ａ粒子更多的能量，而Ｃ粒子進入黑洞之內。也就是說E(A)=E(B)+E(C)，並且E(C)<0而E(B)>E(A)。
在這種方式，旋轉的能量是從黑洞裡抽取出來的，結果是黑洞的轉速會降低。如果拆分正好發生在事件視界之外，並且Ｃ粒子的方向是達到與黑洞最大可能的逆轉方向，則能夠提取到最大的能量。
在相反的過程中，一個黑洞送出不分離的粒子可以增速（增加其旋轉速度），反過來將它們的角動量給了黑洞。